# Американський снайпер
«Американський снайпер» (англ. American Sniper), також «Снайпер» — американський драматичний байопік, знятий і спродюсований Клінтом Іствудом. У головних ролях: Бредлі Купер, Сієна Міллер і Макс Чарльз. Стрічка створена на основі автобіографії снайпера Кріса Кайла.
Вперше фільм показали 11 листопада 2014 року у США на AFI Fest. В українському кінопрокаті його прем'єра була запланована на 19 березня 2015 року, проте він так і не вийшов через конфлікт власників українського дистриб'ютора «Кіноманія». Український дубляж стрічки зберігся та пізніше вийшов на DVD.

## Сюжет
Кріс Кайл — снайпер підрозділу «морських котиків» ВМС США, котрий під час війни в Іраку за свої здобутки — 160 зареєстрованих вбивств із загалом 255 непідтверджених — від побратимів отримав прізвисько «Легенда». Іракські повстанці нарекли його «Дияволом Рамаді» (Shaitan Ar-Ramadi) і призначили за нього винагороду 21 000 доларів США, що згодом зросла до 80 000 доларів США.
Стрічка починається із кадрів, що зображують першу поїздку Кріса Кайла на війну, коли він, як снайпер прикриття, вимушений приймати рішення про вбивство молодої жінки та хлопчика, що намагаються підірвати американський патруль. Далі режисер стрічки Клінт Інствуд зосереджує увагу на тому впливі, який справляє війна на Кріса, межуючи показ його поїздок до Іраку зі сценами сімейного життя в США та поступового погіршення стосунків із дружиною Таєю. Із кожною поїздкою Крісу Кайлу все важче й важче психологічно повертатися до звичайного життя, оскільки важкі рішення, які він вимушений приймати на війні в Іраку, дисонують із спокійним життям в Америці.

## Творці фільму

### Знімальна група
Кінорежисер — Клінт Іствуд, сценарист — Джейсон Голл, продюсери — Клінт Іствуд, Бредлі Купер, Ендрю Лазар, Роберт Лоренц і Пітер Морґан, виконавчі продюсери — Брюс Берман, Джейсон Голл, Шероум Кім і Тім Мур. Оператор — Том Стерн, кіномонтаж: Джоел Кокс і Ґері Роуч. Підбір акторів — Джеффрі Міклат, художники по костюмах — Гаррі Е. Отто і Дін Волкотт.

### У ролях
| Актор         | Персонаж                             | Роль                         |
| ------------- | ------------------------------------ | ---------------------------- |
| Бредлі Купер  | Кріс Кайл англ. Chris Kyle           | морський піхотинець, снайпер |
| Сієна Міллер  | Тайя Рені Кайл англ. Taya Renae Kyle | дружина Кріса                |
| Макс Чарльз   | Колтон Кайл англ. Colton Kyle        | син Кріса                    |
| Люк Ґраймс    | Марк Лі англ. Marc Lee               | морський піхотинець          |
| Кайл Галлнер  | Козоріг-Вінстон англ. Goat-Winston   | морський піхотинець          |
| Навід Негабан | Аль-Ободі англ. Al-Obodi             | шейх                         |
| Семмі Шейк    | Мустафа англ. Mustafa                | іракський снайпер            |

## Сприйняття

### Критика
Фільм отримав позитивні відгуки: Rotten Tomatoes дав оцінку 73 % на основі 217 відгуків від критиків (середня оцінка 6,9/10) і 87 % від глядачів зі середньою оцінкою 4,2/5 (114,187 голосів). Загалом на сайті фільм має позитивний рейтинг, оцінений як «стиглий помідор» кінокритиками і «попкорн» глядачами, а на сайті Metacritic — 72/100 (48 відгуків критиків) і 6,7/10 від глядачів (477 голосів). Загалом на цьому ресурсі від критиків і від глядачів фільм отримав позитивні відгуки.

### Касові збори
Під час показу у США протягом першого (вузького, з 25 грудня 2014 року) тижня фільм показали у 4 кінотеатрах і він зібрав 633,456 $, що на той час дозволило йому зайняти 22 місце серед усіх прем'єр. Наступного (широкого, з 16 січня 2015 року) тижня фільм показали у 3,555 кінотеатрах і він зібрав 89,269,066 $ (1 місце). Станом на 20 лютого 2015 року показ фільму триває 58 днів (8,3 тижня) і за час показу фільм зібрав у прокаті у США 312,677,000 доларів США, а у решті світу 86,600,000 $, тобто загалом 399,277,000 $ при бюджеті 58,8 млн $.

### Нагороди та номінації
| Рік  | Нагорода   | Категорія                       | Номінант                                                                | Результат |
| ---- | ---------- | ------------------------------- | ----------------------------------------------------------------------- | --------- |
| 2015 | «Оскар»    | Найкращий фільм                 | Клінт Іствуд, Роберт Лоренц, Андрій Лазар, Бредлі Купер, Пітер Морґан   | Номінація |
| 2015 | «Оскар»    | Найкраща чоловіча роль          | Бредлі Купер                                                            | Номінація |
| 2015 | «Оскар»    | Найкращий оригінальний сценарій | Джейсон Голл                                                            | Номінація |
| 2015 | «Оскар»    | Найкращий монтаж                | Джоел Кокс, Ґері Роач                                                   | Номінація |
| 2015 | «Оскар»    | Найкращий звук                  | Джон Т. Рейц, Ґреґґ Рудлофф, Волт Мартін                                | Номінація |
| 2015 | «Оскар»    | Найкращий звуковий монтаж       | Алан Роберт Мюррей, Баб Асман                                           | Перемога  |
| 2015 | БАФТА      | Найкращий адаптований сценарій  | Джейсон Голл                                                            | Номінація |
| 2015 | БАФТА      | Найкращий звук                  | Волт Мартін, Джон Т. Рейц, Ґреґґ Рудлофф, Алан Роберт Мюррей, Баб Асман | Номінація |
| 2015 | AFI Awards | Фільм року                      | «Американський снайпер»                                                 | Перемога  |

### Виноски
1. 1 2 3 4 5 6  American Sniper (англ.). Box Office Mojo. Архів оригіналу за 29 січня 2016. Процитовано 22 лютого 2015.
2. ↑  Warner Bros. відновлює кінопрокат в Україні. Multikino. 6 квітня 2015. Архів оригіналу за 12 лютого 2017. Процитовано 15 вересня 2015.
3. ↑  American Sniper (англ.). Rotten Tomatoes. Архів оригіналу за 30 квітня 2015. Процитовано 22 лютого 2015.
4. ↑  American Sniper (англ.). Metacritic. Архів оригіналу за 11 листопада 2020. Процитовано 22 лютого 2015.